# Bratislava Open 2021
Il Bratislava Open 2021, noto anche come Kooperativa Bratislava Open 2021, è stato un torneo professionistico di tennis giocato su campi in terra rossa. È stata la 2ª edizione del torneo che era di categoria Challenger 90 nell'ambito dell'ATP Challenger Tour 2021. Si è tenuto dal 7 al 13 giugno 2021 alla NTC Arena di Bratislava, in Slovacchia. Nel novembre successivo si è svolto in città lo Slovak Open 2021, altra tappa del circuito Challenger.

## Partecipanti

### Teste di serie
| Nazionalità | Giocatore                | Ranking* | Testa di serie |
| ----------- | ------------------------ | -------- | -------------- |
| Slovacchia  | Norbert Gombos           | 81       | 1              |
| Argentina   | Federico Coria           | 94       | 2              |
| Bolivia     | Hugo Dellien             | 124      | 3              |
| Slovacchia  | Jozef Kovalík            | 127      | 4              |
| Paesi Bassi | Tallon Griekspoor        | 131      | 5              |
| Argentina   | Juan Manuel Cerúndolo    | 147      | 6              |
| Slovenia    | Blaž Rola                | 155      | 7              |
| Portogallo  | Frederico Ferreira Silva | 168      | 8              |

- Ranking al 31 maggio 2021.

### Altri partecipanti
I seguenti giocatori hanno ricevuto una wild card nel tabellone principale:
- Miloš Karol
- Lukáš Klein
- Alex Molčan

Il seguente giocatore è entrato nel tabellone principale come ranking protetto:
- Andrej Kuznecov

I seguenti giocatori sono passati dalle qualificazioni:
- Duje Ajduković
- Uladzimir Ihnacik
- Vít Kopřiva
- Jiří Lehečka

Il seguente giocatore è entrato nel tabellone principale come lucky loser:
- Lucas Miedler

## Punti e montepremi
| Torneo    | Torneo              | V     | F     | SF    | QF    | 2T    | 1T  | Q | Q2  | Q1  |
| Singolare | Punti               | 90    | 55    | 33    | 17    | 8     | 0   | 5 | 2   | 0   |
| Singolare | Premi in denaro (€) | 9 200 | 5 400 | 3 250 | 1 850 | 1 100 | 660 | – | 330 | 165 |
| Doppio    | Punti               | 90    | 55    | 33    | 17    | –     | 0   | – | –   | –   |
| Doppio    | Premi in denaro (€) | 3 950 | 2 350 | 1 380 | 850   | –     | 460 | – | –   | –   |

## Campioni

### Singolare
Tallon Griekspoor ha sconfitto in finale  Sebastián Báez con il punteggio di 7–6(6), 6–3.

### Doppio
Denys Molčanov /  Oleksandr Nedovjesov hanno sconfitto in finale  Sander Arends /  Luis David Martínez con il punteggio di 7–6(5), 6–1.